# Stazione di Alpnachstad
La stazione di Alpnachstad è una stazione ferroviaria posta sulla linea del Brünig. Serve l'omonima frazione di Alpnach, comune del canton Obvaldo.
È gestita dalla Zentralbahn (ZB).

## Storia
L'impianto fu aperto al servizio pubblico il 14 giugno 1888, quando fu aperta la ferrovia del Brünig proveniente da Brienz. La stazione funse da capolinea fino al 1º giugno dell'anno seguente, quando fu attivato il tronco fino a Lucerna.

## Strutture e impianti

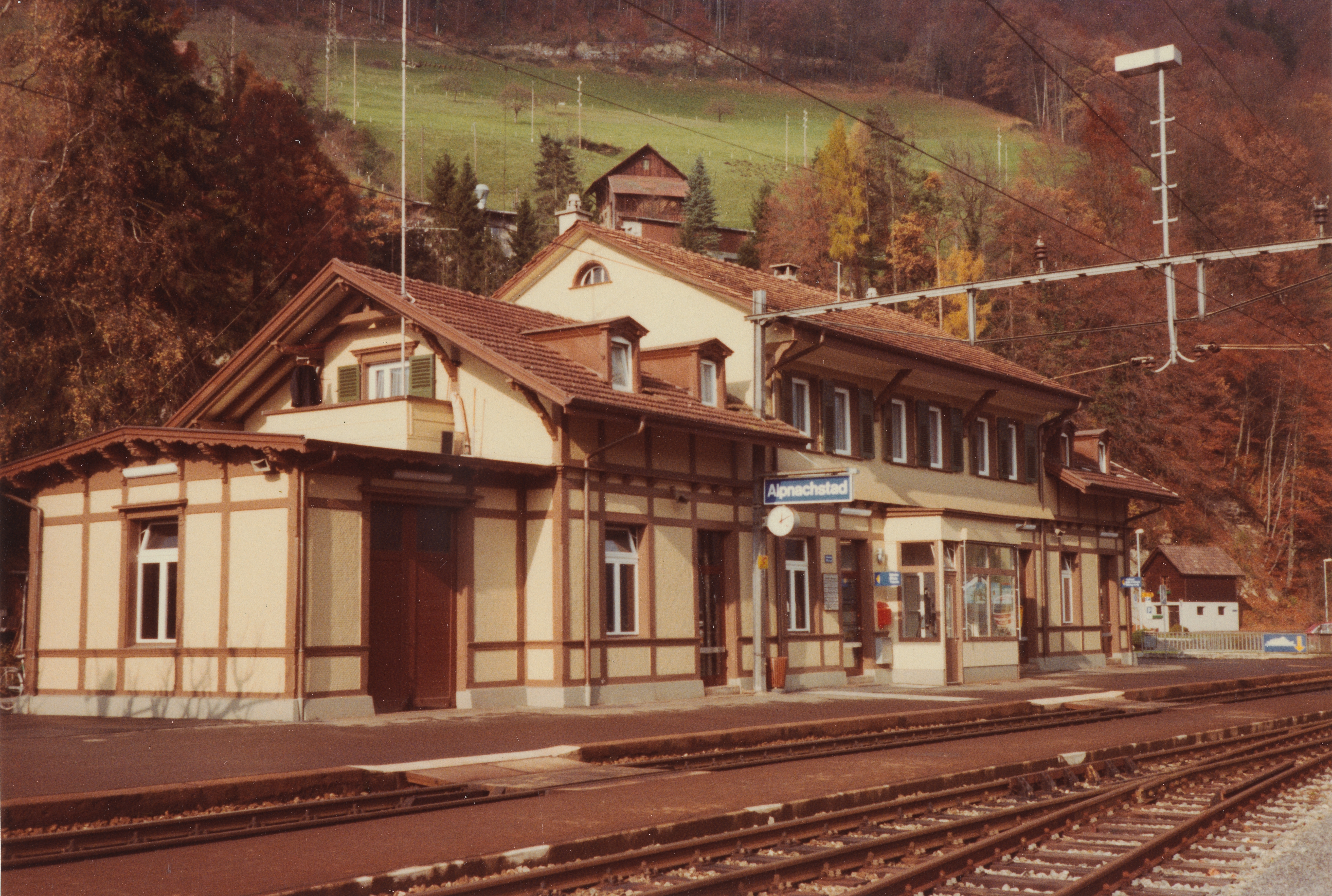
Il fabbricato viaggiatori

Il fabbricato viaggiatori è una costruzione in muratura in stile con il corpo centrale a due livelli fuori terra, affiancati da due ali, sempre a due livelli ma di altezza inferiore, e da un'altra costruzione addossata in direzione sud.
Il piazzale è composto dal binario di corretto tracciato della linea ferroviaria e da un altro di raddoppio. I due binari sono serviti da altrettanti marciapiedi, collegati tra loro da un sottopassaggio.
È presente uno scalo merci con un magazzino in legno, posto a sud-est rispetto al fabbricato viaggiatori. I binari di scalo a suo servizio sono stati rimossi nel 2023.

## Movimento
La stazione è servita da due linee della rete celere di Lucerna:
- la S5 (Lucerna-Giswil)
- la S55 (Lucerna-Sachseln)

## Servizi
- Biglietteria automatica
- Sala d'attesa

## Interscambi
- Stazione ferroviaria (Alpnachstad, ferrovia a cremagliera del Pilatus)
- Fermata autobus